# Монморанси, Франсуа де (поэт)
Франсуа де Монморанси, граф д’Эстерр и де Морбек (фр. François de Montmorency; 4 октября 1578, Эр-сюр-ла-Лис — 5 [15] февраля 1640, Дуэ, Фландрия) — французский неолатинский поэт.

## Биография
Старший сын Луи де Монморанси, сеньора де Бёври, и Жанны де Сент-Омер. В 1594 наследовал деду в сеньориях Берсе, Вастин и пр.
Унаследовал от дяди Никола де Монморанси титул графа д’Эстерр.
Посвятил себя духовному служению, стал последовательно апостолическим протонотарием, прево капитула Сен-Пьер в Касселе, каноником и великим деканом кафедрального собора Льежа.
11 декабря 1618 вступил в Общество Иисуса, для которого организовал коллеж в Эре и теологическую семинарию в коллеже Дуэ. 
Автор нескольких опубликованных поэтических произведений:
- Poetica Sacrorum Canticorum expositio. — Douai, 1629, in-4° и in-8°; Переиздания: Douai, 1633, in-12°; Anvers, 1629, in-4°; Ingolstadt, 1629, in-12° и 1640, in-12°; Vienne, 1630, in-4° и in-12°.
- Ill<ustrissimo> ac Rever<endissimo> Petro Loysio Carafae, episcopo Tricaricensi. — Douai, 1634, in-4° (парафраза XLIV псалма).
- Paraphrasis poetica Psalmi XLI in immaturo funere nepotis Franc. Montmorencii principis Robecani. — Douai, 1637, in-4°.
- Parta de Batavis ad Antverpiam et eorum fœderatis ad Audomarifanum duplici Victoria epinicium. — Anvers, 1638; in-4°.
- Paraphrasis poetica Psalmi LXXIX pro Batavis. — Douai, 1637; in-4°.
- Quadriga, qua victrix pietas triumphat.
- Soluta obsidione. — Fontarabia, 1638.
- Adhortatio ad Batavos.
- Pietas victrix, Psalmis VII lyrice expressa; addita lucubratiuncula de artificio poetico Davidicorum hymnorum. — Anvers, B. Moretus, 1639; in- 8".
- Carmen eucharisticum D. O. M. condita Societatis. — Douai, 1640?.